# Vickers Windsor
Vickers Windsor – brytyjski ciężki czterosilnikowy samolot bombowy skonstruowany przez koncern Vickers w końcowym okresie II wojny światowej. Prototyp oblatano w 1943 roku, lecz nie podjęto produkcji seryjnej.

## Historia
Samolot powstał w odpowiedzi na specyfikację brytyjskiego Ministerstwa Lotnictwa nr B.5/41 na nowy ciężki czterosilnikowy bombowiec, sformułowaną w 1941 roku. Projekt koncernu Vickers został zaaprobowany do realizacji i zamówiono początkowo dwa prototypy. W zmienionej specyfikacji B.3/42 zrezygnowano z wymogu kabiny ciśnieniowej. W efekcie powstał samolot o oznaczeniu fabrycznym Vickers Type 447, skonstruowany przez zespół kierowany był przez Rexa Piersona. Konstrukcja wywodziła się częściowo z samolotu Vickers Warwick, a skrzydła o dużym wydłużeniu opracowano już wcześniej dla samolotu zaprojektowanego na potrzeby specyfikacji B.12/36 (wybrano wówczas samolot Short Stirling, a projekt Vickersa nie został zrealizowany). W konstrukcji wykorzystano kratownicę geodetyczną, typową dla bombowców Vickers opracowaną przez Barnesa Wallisa. Samolot zbudowano w układzie czterosilnikowego średniopłata, z klasycznym pojedynczym usterzeniem, o konstrukcji metalowej, lecz krytej płótnem. Samolot miał chowane podwozie w układzie klasycznym, z kółkiem ogonowym, lecz nietypowym rozwiązaniem było zastosowanie aż czterech pojedynczych kół podwozia głównego, chowanych do każdej z gondoli silnikowych. Unikalne było również uzbrojenie obronne, w postaci sprzężonych podwójnie działek 20 mm z tyłu dwóch gondoli silnikowych, kierowanych zdalnie ze stanowiska ogonowego (jego instalacji ministerstwo zażądało w lutym 1943 roku, zastosowano je dopiero na trzecim prototypie). Zamówiono ogółem budowę pięciu prototypów oraz 300 samolotów seryjnych, pod nazwą Windsor.
W dniu 23 października 1943 roku dokonano oblotu prototypu typu 447 (nr DW506). Jego napęd stanowiły silniki Merlin 60 z dwustopniowymi sprężarkami. Wyniki prób były zachęcające, osiągnięto maksymalną prędkość 486 km/h. Jednakże prototyp został wkrótce zniszczony przy przymusowym lądowaniu 2 marca 1944 roku. Drugi prototyp (DW512) oblatano 15 lutego 1944 roku. Był oznaczony jako typ 457 i napędzany silnikami Merlin 85, w cylindrycznych gondolach. 
Trzeci zmieniony prototyp, oznaczony jako typ 461 (NK136), oblatano 11 lipca 1944 roku. Na skutek wyników prób drugiego prototypu, mającego problemy z poszyciem skrzydeł, zastosowano w nim na skrzydłach grubsze płótno wzmacniane drutami, co spowodowało redukcję prędkości o 40 km/h. W budowie znajdował się czwarty prototyp, napędzany silnikami Merlin 100, lecz nie ukończono go, a cały program i zamówienia samolotów seryjnych anulowano w marcu 1946 roku.
Przewidywano, że samoloty seryjne Windsor B.Mk I będą napędzane silnikami Rolls-Royce Griffon, planowano też wersję B.Mk II z silnikami turbośmigłowymi Rolls-Royce Clyde o mocy 3020 KM.